# مرو (شهر باستانی)
مَرو (ترکمنی: Merw) (فارسی: مرو) یا واحهٔ مرو و در کتب تاریخی معروف به مروالشاهجان، یکی از شهرهای بزرگ تمدن ایران در آسیای میانه و در جاده ابریشم بود. ویرانه‌های آن امروزه در انتهای جنوبی بیابان قره‌قوم و به فاصلهٔ ۱۴۵ کیلومتری شمال شرقی سرخس واقع است و ناحیه اطراف آن از رود مرغاب (مرو رود) مشروب می‌شود. شهر امروزی ماری که مرکز استان مرو در ترکمنستان است در ۳۰ کیلومتری مرو باستان ساخته شده است.
سابقه سکونت انسان در مرو از هزاره سوم پیش از میلاد تا قرن هجدهم میلادی می‌رسد. ازبک‌ها در سال ۱۷۸۹ میلادی شهر را ویران و ایرانیان را از آن اخراج کردند، پس از آن مرو به ویرانه تبدیل شد و دیگر هرگز خود را بازنیافت. به ساکنان مرو در فارسی مَروَزی به معنی «زیَنده در مرو» گفته می‌شود. مردم نواحی شرقی خراسان مرو را به نام مور «Mowr» و باشندگان آن را موری (بر وزن دوری به معنی بشقاب) می‌گویند.
مرو در زمان اسکندر مقدونی و جانشینانش به نام‌های اسکندریه (یونانی: Ἀλεξάνδρεια) و انطاکیهٔ مرغیانه (یونانی: Ἀντιόχεια ἡ ἐν τῇ Μαργιανῇ) نیز شناخته می‌شده است. مرو بزرگ در قرون وسطی معروف بود به «مرو شاهجان» تا با مروالرود که مرو کوچک است اشتباه نشود. ظاهراً شاهجان معرب شاهگان فارسی و به معنی شاهانه و شاهوار است. یاقوت و بعضی نویسندگان دیگر معتقدند که شاهجان به معنی جانِ شاه است. در دارالامارهٔ شهر گنبدی از آجر افراشته شده بود که به قول اصطخری پنجاه و پنج ذراع قطر داشت و زیر این گنبد بود که نخستین جامه‌های سیاه، رنگ‌آمیزی شد و این رنگ شعار عباسیان واقع گردید.

## پیشینه

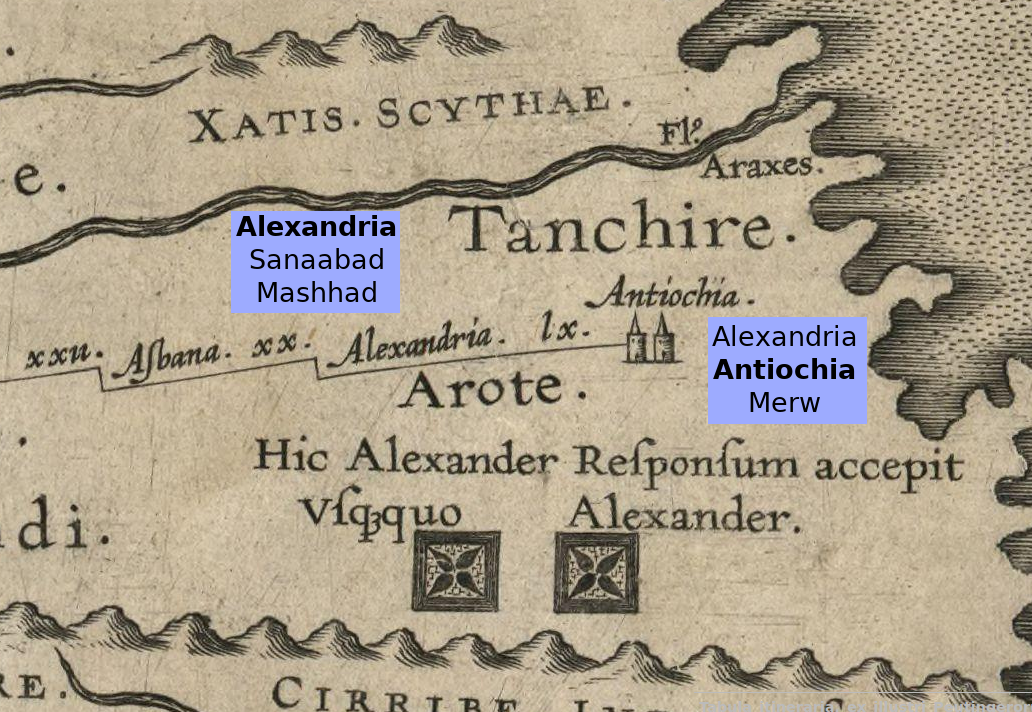
مرو (سمت راست)، با نام انطاکیه (Antiochia) بر روی نقشهٔ رومی تبیولا پیتینگریانا، متعلق به قرن چهارم میلادی.

پیشینهٔ مرو به پیش از میلاد مسیح می‌رسد. مرو از شهرهای باستانی و از مراکز فرهنگی ایران باستان بوده است. داریوش اول در سنگ‌نبشته بیستون این منطقه را به نام «مَرگوش» یاد کرده و آن را با غرب اسم برده است. اما جغرافیانویسان قدیم آن را مَرْگیانا نامیده و جداگانه ذکر کرده‌اند.
اسکندر در سال ۳۲۹ یا ۳۲۸ قبل از میلاد، یکی فرماندهان خود به نام کراتروس را با دستور بنای دژ و شهر مرو اعزام کرد تا مانعی در برابر حملات شمالی باشد. این شهر تا مدتی پس از تأسیس، «اسکندریه»، و پس از بازسازی به علت نامعلوم در دورهٔ سلوکیان، نام «آنتیوخیا مرگیانا» را بر خود گرفته است. این شهر با وجود قرار داشتن در قلمروی پارت در ابتدا به تصاحب پادشاهی یونانی باختر در می‌آید.
مرگیان یا مرو از سرزمین‌های تابع اشکانیان به‌شمار می‌آمد و در دورهٔ ساسانیان آباد بوده است و چنان‌که در تاریخ ثبت است یزدگرد سوم آخرین پادشاه ساسانی پس از شکست جنگ نهاوند (۲۱ هجری/۶۴۲ میلادی) به ری، اصفهان، کرمان، بلخ و سپس مرو رفت و از شاه چین و خاقان ترک کمک خواست اما چون از سوءنیت ماهوی سوری مرزبان مرو نسبت به خود آگاه شد به آسیابانی خسرونام پناه برد و او یزدگرد را به طمع لباس فاخرش کشت (۳۱ ه‍.ق /۶۵۱ میلادی).
از آن پس سرزمین‌های شرقی ایران یکی پس از دیگری و از جمله مرو به تصرف مسلمان درآمد و سلسله‌های مختلف یکی پس از دیگری بر این ناحیه حکومت کردند و اهمیت آن همچنان محفوظ بود.
مرو شایگان یکی از چهار شهر قدیم خراسان بود که زمانی پایتخت این استان بوده است سه شهر دیگر خراسان نیشابور و بلخ و هرات بود. شهر مرو بواسطهٔ نزدیکی به خوارزم و ماوراءالنهر از یک طرف و اتصال آن به سرخس و نیشابور از طرف دیگر از نظر نظامی و تجاری موقعیتی خاص داشته است به همین جهت در زمان ساسانیان و در دورهٔ تسلط اعراب تا زمان مأمون همیشه این شهر پایتخت خراسان بوده است. طاهریان مرکز خراسان را به نیشابور انتقال دادند.
سامانیان پایتخت را به بلخ و بخارا منتقل کردند ولی در دوران فرمانروائی سلجوقیان شهر مرو که در مجاورت یورت آن‌ها بوده مرکز امپراتوری بزرگ سلجوقیها گردید. در عهد سلطان سنجر مرو پایتخت خراسان بود و از معتبرترین شهرهای ایران. آبادی و اعتبار مردم آن تا آنجا بود که زمین‌داران و دهقانان آن در توانگری با امرا و ملوک اطراف دم همسری می‌زدند و مانند جرجانیهٔ خوارزم اهل فضل در آنجا گرد می‌آمدند و در مدارس و کتابخانه‌های آنجا روزها را به فراگیری دانش می‌گذراندند. این شهر در ۵۵۰ ه‍.ق ده کتابخانهٔ بزرگ عمومی داشت که یکی از آن‌ها دوازده هزار جلد کتاب داشت. مردم مرو ایرانی و زبانشان فارسی بوده است.
در نیمهٔ دوم قرن چهارم که مقدسی شهر مرو را دیده است گوید یک‌سوم حومهٔ آن ویران بوده، ولی یک قرن بعد یعنی در زمان سلجوقیان شهر مرو وسعت یافت و بر اهمیت آن افزوده شد و سلطان سنجر سلجوقی آخرین پادشاه آن سلسلهٔ بزرگ به سال ۵۵۲ در آنجا به خاک سپرده گشت و آثار قبر وی هنوز در آنجا دیده می‌شود. یاقوت که در سال ۶۱۶ در مرو بوده و قبر سلطان سنجر را دیده است و گوید آن قبر در زیر گنبدی بلند و آسمانی‌گون است و از مسافت یک روز راه دیده می‌شود. یاقوت گوید در زمان وی مرو دو مسجد جامع بزرگ داشت در درون یک بارو که یکی از آنها به حنفی‌ها و دیگری به شافعی‌ها مخصوص بود. یاقوت سه سال در مرو اقامت کرد و در این مدت به جمع‌آوری موارد فرهنگِ بزرگِ جغرافیاییِ خود موسوم به «معجم البلدان» اشتغال داشت زیرا پیش از فتنهٔ مغول کتابخانه‌های مرو بسیار مشهور بود. یاقوت خود به این مطلب اشاره کرده گوید اگر حملهٔ مغولان به آن شهر و ویرانی آن بلده نبود من تا پایان زندگی خویش در مرو می‌ماندم. یاقوت از جمله کتابخانه‌های مرو به دو کتابخانه اشاره می‌دارد که عبارت‌اند از کتابخانهٔ عزیزیه با دوازده هزار جلد کتاب و کتابخانهٔ ضمیریه در خانقاه دراویش که دویست جلد کتاب بیش نداشت ولی به گفتهٔ یاقوت هر جلد از دویست سکه طلا یعنی دویست دینار بیشتر می‌ارزید زیرا همهٔ نسخ آن منحصر به فرد و غیرقابل تقویم بود. همین‌طور از کتابخانهٔ خواجه نظام‌الملک، وزیر معروف سلجوقیان نیز یاد می‌کند که از معروف‌ترین کتابخانه‌های مرو بوده است. یاقوت که مقارن حملهٔ مغول در مرو بوده است می‌نویسد از مرو در ۶۱۶ بیرون رفتم در حالی که در حد اعلای نیکویی بود. همین‌که مغولان ذر سال ۶۱۸ ه‍.ق به مرو نزدیک شدند یاقوت از آنجا به موصل گریخت و این شهر در حملهٔ مغول به کلی ویران شد بدین توضیح که پس از فرار سلطان محمد خوارزمشاه مجیر الملک حاکم سابق مرو به حفظ مرو در برابر مغول پرداخت و شیخ الاسلام مرو و قاضی سرخس را که قصد تسلیم شدن داشتند کشت و مغول شهر را محاصره کردند. مرو پنج روز مقاومت کرد اما سرانجام تسلیم تولی پسر چنگیز شد و وی تمام مردم شهر را امر کرد به خارج شهر بروند و خود بر کرسی زرین نشست و سران خوارزمشاهی را دستور داد گردن زدند و مردم را میان لشکریان بخش کرد و مغول همه را از زن و مرد و کودک کشتند و سپس مرو را آتش زد و تربت سنجر را سوخت و قبرها را به طمع دفینه نبش کرد و در این واقعه هفتصد هزار آدمی کشته شدند و هیچ‌کس از ساکنان آنجا باقی نماند که بتواند آنها را دفن کند. ابن اثیر گوید مقبرهٔ سلطان سنجر را هم مانند مساجد و تمامی کتابخانه‌های معروف و مشهور مرو و دیگر اماکن سوزاندند. حافظ ابرو بر این گفته افزوده گوید مغول‌ها بناها و سدها و مقسم‌های آب رود مرغاب را که تعداد آنها در زمان سلجوقیان خیلی زیاد شده بود نیز خراب کردند. ابن بطوطه نیز که در قرن هشتم از مرو گذر کرد، ویرانه‌ای از آن بیش ندید.
پیداست که پس از این ویرانی و قتل و سوختن مرو آن رونق و شکوه سابق را نتوانست بیابد خاصه با رونقی که هرات در دورهٔ تیموریان و صفویه یافته بود. فقط بعدها مرو اندکی از آبادی سابق را به دست آورد زیرا امیر تیمور در ضمن جنگ‌های خود مکرر به این شهر آمدورفت کرده در آنجا توقف می‌نمود و معمولاً در مکانی رحل اقامت می‌افکند که شرف‌الدین علی یزدی آن را ماخان ضبط نموده و دور نیست همان ماجان باشد که چنانچه سابقاً گفتیم حومه‌ای پهناور در سمت باختر مرو بود. مرو در زمان شاهرخ فرزند و جانشین امیر تیمور که در سال ۸۱۲ به تجدید آبادی آن همت گماشت قسمتی از عظمت و شکوه سابق را به دست آورد، به طوری که در سال ۸۲۱ هجری که حافظ ابرو تاریخ خود را نوشته گوید مرو دوباره معمور و آباد شده است.
نبرد مرو در سال ۸۸۹ خورشیدی (۹۱۶ قمری) میان سپاه ازبکان به فرماندهی شیبک خان ازبک (بنیانگذار سلسله شیبانیان یا ازبکان) با سپاه قزلباش ایران به فرماندهی شاه اسماعیل یکم (بنیانگذار پادشاهی صفویان) رخ داد. در این جنگ که در نزدیکی مرو روی داد، سپاه ازبک شکست خورد و شیبک خان کشته شد. در پی این جنگ مرزهای ایران از سوی شمال خاوری به رود جیحون رسید و خراسان از دست ازبکان بیرون آمد.
در اوایل سده دوازدهم/هجدهم، ایرانی‌ها قلمرو خانات خیوه و بخارا را به خاک خود مُنضم ساختند؛ اما خانات بخارا بار دیگر در نیمه دوم همین سده مستقل شدند و مرو را دوباره تصرف و جمعیت آن را به‌طور کامل به بخارا منتقل کردند.
این ویرانی شهر و انتقال کامل جمعیت آن به بخارا در سال‌های ۱۷۸۸ تا ۱۷۸۹ میلادی و توسط شاه‌مراد روی داد. پس از آن سالورهای آمودریا و تقریباً تمامی دوستانشان از طایفه ساریک به منطقه آمده و در واحه مرو نشیمن گزیدند.
در دورهٔ صفویه و افشاریه و قاجاریه گهگاه سرکشان نواحی مخصوصاً ازبکان و خان‌های خیوه، مرو را مورد تاخت و تاز قرار می‌دادند چنان‌که من‌باب مثال در ۱۲۷۶ ه‍.ق محمدامین‌خان والی خوارزم به حدود مرو آمده و به تعرض خراسان پرداخته است و فریدون میرزای فرمانفرما او را در سرخس شکست داده و کشته و سر او را به تهران فرستاده است. چون روز ورود سر او به تهران مصادف با روز عید بود در موقع سلام عام مژدهٔ این فتح را به ناصرالدین شاه دادند.

### جنگ مرو (دوره قاجار)
اما تعرض ترکمانان و حکام اطراف امری عادی شده بود بدین مناسبت ناصرالدین شاه در اواخر سال ۱۲۷۶ ه‍.ق حشمت‌الدوله حمزه میرزا به همراهی میرزا قوام‌الدوله آشتیانی با چهل هزار سپاهی روانهٔ حدود مرو کرد. اما این لشکر بسبب بی‌احتیاطی و اختلافی که بین حشمت‌الدوله و قوام‌الدوله بود از ترکمانان شکست خوردند و نزدیک به دو سوم آنان کشته یا اسیر شدند و در این اوان روسها که به حدود شمال دریاچهٔ آرال و مشرق دریای خزر رسیده و به تصرف ترکستان شرقی و غربی و دره‌های سیحون و جیحون شروع کرده بودند به نواحی تحت تابعیت ایران نیز دست انداختند، از جمله خیوه را در ۱۲۷۰ و تاشکند و سمرقند و بخارا را در ۱۲۸۱ و ۱۲۸۵ اشغال کردند و با استیلای بر این نواحی به درهٔ آرال اترک و ترکمن صحرا نزدیک شدند و در ۱۲۹۸ ه‍.ق در گوگ‌تپه ترکمانان تکه را به کلی از پای درآوردند و سرانجام در محرم ۱۲۹۹ ه‍.ق خط مرزی کنونی بین دولت ایران و روسیه به موجب معاهده‌ای مقرر شد.

## شهرهایخواهرخوانده
- بلخ؛
- باکو؛
- ووهان؛
- زاگرب؛
- قاهره؛
- نیشابور، تبریز، همدان و اصفهان؛
- بغداد، کربلا و کرکوک؛
- اورشلیم؛
- ونیز؛
- کویت؛
- لاهور؛
- غزه؛
- سن پترزبورگ؛
- مدینه و مکه؛
- دمشق و حلب؛
- خجند؛
- استانبول، قونیه، بورسا و ازمیر؛
- نسا و کهنه‌گرگانج؛
- دبی؛
- بخارا و سمرقند.